# Jessica Bird
Jessica Rowley Pell Bird (Massachusetts, 1969) è una scrittrice statunitense.
Con il nome Jessica Bird e con lo pseudonimo J. R. Ward ha scritto vari libri e romanzi, tra cui libri d'amore e la serie de La confraternita del pugnale nero, serie che le ha fatto vincere un RITA Award per il miglior paranormal romance. Inoltre, la serie, è stata al primo posto della lista dei best seller di riviste come il New York Times e il USA Today.

## Opere

### Come J.R. Ward

#### La confraternita del pugnale nero
1. Dark Lover - Un amore proibito (2008) (Dark Lover, 2005)
2. Lover Eternal - Un amore immortale (2009) (Lover Eternal, 2006)
3. Lover Awakened - Un amore impossibile (2009) (Lover Awakened, 2006)
4. Lover Revealed - Un amore violato (2010) (Lover Revealed, 2007)
5. Lover Unbound - Un amore indissolubile (2010) (Lover Unbound, 2007)
6. Lover Enshrined - Un amore prezioso (2011) (Lover Enshrined, 2008)
7. Lover Avenged - Un amore infuocato (2011) (Lover Avenged, 2009)
8. Lover Mine - Un amore selvaggio (2012) (Lover Mine, 2010)
9. Lover Unleashed - Un amore irresistibile (2012) (Lover Unleashed, 2011)
10. Lover Reborn - L'amore rinato (2013) (Lover Reborn, 2012)
11. Lover at Last - L'ora dell'amore (2013) (Lover at Last, 2013)
12. The King - Il Re è tornato (2014) (The King, 2014)
13. The Shadows (2015) (The Shadows, 2015)
14. The Beast (2016) (The Beast, 2016)
15. The Chosen (2017) (The Chosen, 2017)
16. The Thief (2018) (The Thief, 2018)
17. The Savior (2019) (The Savior, 2019)
18. The Sinner (2020) (The Sinner, 2020)
19. Lover Unveiled (2021)
20. Lover Arisen (2022)
21. Lassiter (2023)
22. The Beloved (2024)
23. Lover Forbidden (2025)

Mondolibri nel 2012 ha pubblicato anche La confraternita del pugnale nero - La guida definitiva (The Black Dagger Brotherhood: An Insider's Guide).

#### Gli eredi della confraternita del pugnale nero
La serie, il cui titolo originale è Black Dagger Legacy, è pubblicata in Italia da Mondolibri. Gli spin-off fanno parte della timeline della storia principale.
1. Blood Kiss (2016) (Blood Kiss, 2015)
2. Blood Vow (2017) (Blood Vow, 2016)
3. Blood Fury (2018) (Blood Fury, 2018)
4. Blood Truth (2019)

#### Black Dagger Brotherhood: Prison Camp
Serie spin-off che fa parte della timeline della storia principale. Ancora inedita in Italia.
1. The Jackal (2020)
2. The Wolf (2021)
3. The Viper (2022)

Novelle di Natale
La serie include le novelle natalizie ambientate nell'universo de La Confraternita del Pugnale Nero. Fanno parte della timeline della storia principale.
- Where Winter Finds You: A Caldwell Christmas (2019, e-book)
- A Warm Heart in Winter: A Caldwell Christmas (2020, e-book)
- A Bloom in Winter: A Caldwell Christmas (2024)

Novelle
La serie include novelle autoconclusive ambientate nell'universo de La Confraternita del Pugnale Nero.
- Father Mine: Zsadist and Bella's Story (2008, e-book)
- The Story of Son (2008, nell'antologia Dead After Dark)
- Dearest Ivie (2018, e-book)
- Prisoner of Night (2019, e-book)

Lair of the wolven
Serie spin-off ambientata nell'universo de La Confraternita del Pugnale Nero. Ancora inedita in Italia.
1. Claimed (2021)
2. Forever (2023)
3. Mine (2024)

#### Angeli caduti
- Io voglio (Covet, 2009) ISBN 978-88-17-04474-5
- Arde la notte (Crave, 2010) ISBN 978-88-17-04933-7
- Envy (2011)
- Rapture (2012)
- Possession (2013)
- Immortal (2014)

#### Bourbon Kings
1. The Bourbon Kings (2015)
2. The Angel's Share (2016)

### Come Jessica Bird

#### The Moorehouse Legacy
- Il ribelle (2015) (Beauty and the Black Sheep, 2005)
- Il giocatore (2016) (His Comfort and Joy, 2006) ISBN 978-88-5895-481-2
- From The First (2006)
- Il biker (2017) (A Man in a Million, 2007)

#### The O'Banyon Brothers
- The Billionaire Next Door (2007)

#### Altri romanzi
- La sfida del cuore (Leaping Hearts, 2002) ISBN 978-88-6508-368-0
- Un cuore d'oro (Heart of Gold, 2003) ISBN 978-88-6508-345-1
- Una donna indimenticabile (An Unforgettable Lady, 2004) ISBN 978-88-6508-159-4
- Colpevole d'amare (An Irresistible Bachelor, 2004) ISBN 978-88-6508-274-4
- From the First / What are Friends for? (2006)